# Willow (Katze)

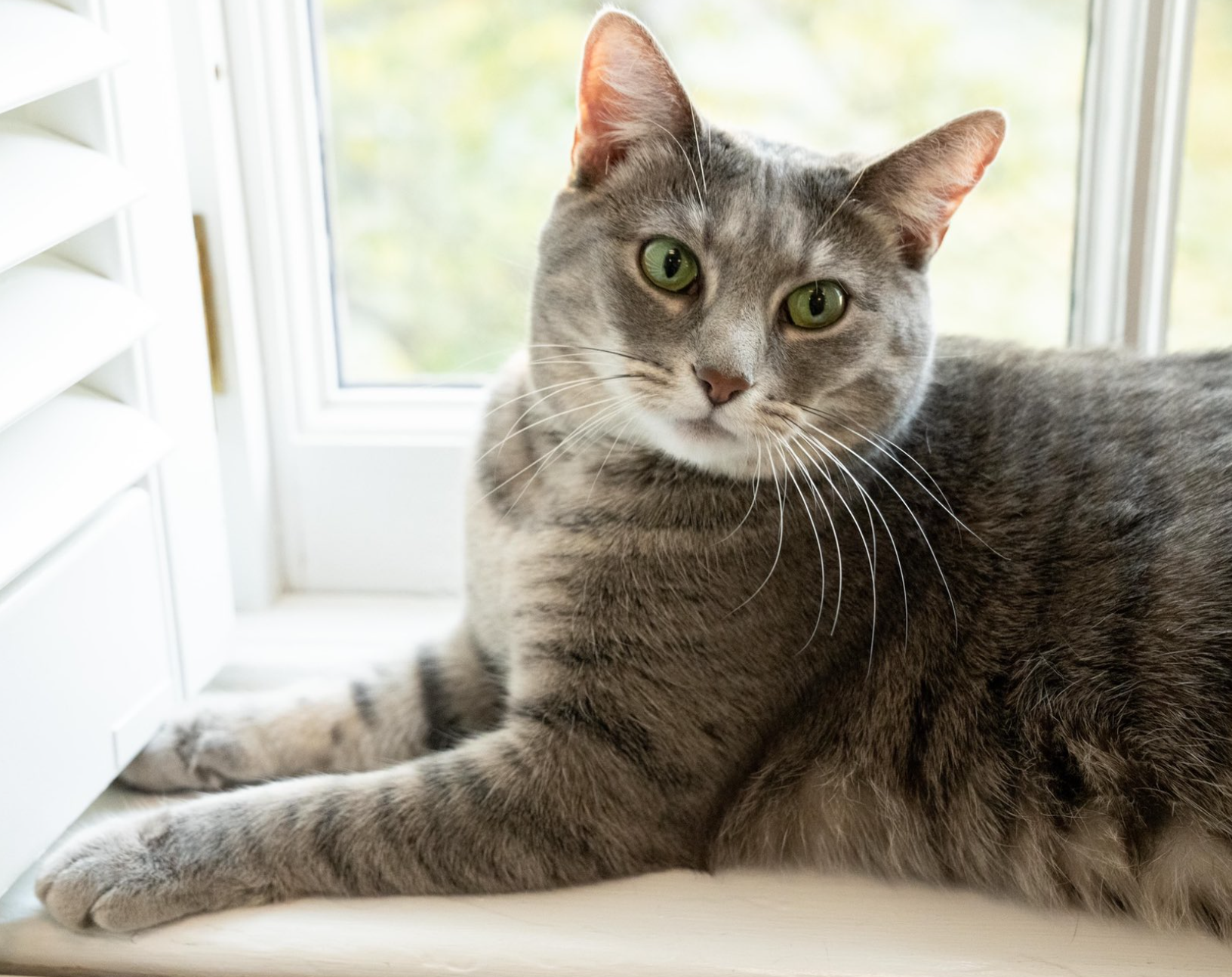
Willow 2022

Willow Biden (geboren am 3. Januar 2020 in Western Pennsylvania) ist eine Tabby-Hauskatze, die dem US-amerikanischen Präsidenten Joe Biden und seiner Ehefrau Jill Biden gehört.

## Leben
Willow wuchs als Farmkatze in Western Pennsylvania auf. Sie gehörte einem Bauern in Volant, Lawrence County. Jill Biden traf die Katze das erste Mal während einer Wahlkampftour, als sie auf dem Bauernhof untergebracht war. Die Katze soll sie bei ihrer Rede unterbrochen haben und zwischen den beiden soll sich eine Beziehung entwickelt haben. Nach dem Wahlsieg erhielt der Besitzer einen Anruf, dass die Bidens die Katze gerne aufnehmen möchten. Das Paar plante schon länger eine Katze ins Weiße Haus mitzunehmen und hatte dies bereits vor dem Wahlsieg angekündigt. Jill Biden benannte die damals noch namenlose Katze nach ihrem Geburtsort Willow Grove in Montgomery County, Pennsylvania.
Sie kam am 28. Januar 2021 in den Besitz der Bidens, musste aber noch bis 2022 warten, bis sie ins Weiße Haus einzog, da man befürchtete, dass sie sich nicht mit dem Hund Major vertrage, der etwas schwierig und aggressiv war. Nachdem ein besonderes Training scheiterte und der Hund aus dem Weißen Haus ausziehen musste, wurde Willow aufgenommen.
Für Amüsement sorgte Joe Bidens Aussage, dass es sich die Katze gerne nachts auf seinem Kopf bequem mache, um dort ein Nickerchen zu halten.
Jill Biden wird im Juni 2024 ein illustriertes Kinderbuch mit dem Titel Willow the White House Cat herausgeben, in dem die Katze Willow ihren Wohnort, das Weiße Haus, und die dort arbeitenden Menschen beschreibt, und so den Kindern einen Einblick in die Welt eines amerikanischen Präsidenten gibt.
Willow ist die erste Katze seit George W. Bushs India, die im Weißen Haus lebt.